# Ананьївський історико-художній музей
Ананьївський історико-художній музей ім. Є. І. Столиці — історико-художній та краєзнавчий музей у місті Ананьїв, Одеська область.

## Споруда музею
Первісна споруда була прибутковим будинком і вибудувана наприкінці 1880-х років Збережені відомості, що тут мешкала родина місцевого священика до 1917 року. В перші роки радянської влади в місті тут розмістили місцеве відділення ЧК — за свідоцтвом сторожила Я. Кольчаковського.
У 1921 чи у 1922 роках тут розмістили дитячий будинок для безпритульних дітей імені Балицького. В Ананьїві було облаштовано десять дитячих будинків.
1956 року після реорганізації дитячого будинку тут облаштували школу-інтернат.

## Створення музею
Музей у місті створено з ініціативи Ананьївської районної ради та керівництва Одеського художнього музею як філія останнього. Музейний заклад відкрили для відвідин 6 листопада 1977 року.
Музей висвітлює історію Ананьїва та околиць, а також має колекцію живопису майстрів Ананьїва, Ананьївського району, Одеси та Одеської області, декотрих митців 19 ст. Для художніх творів відведено три зали.
Ще три зали відведені для матеріалів з краєзнавства.

## Експозиція творів академіка живопису Є. Столиці
Родзинка музейних збірок — експозиція творів академіка живопису Євгена Івановича Столиці. Він уродженець Одеської області (село Будеї). Закінчив Одеську художню школу. Серед його вчителів — Ладиженський Геннадій Олександрович, пізніше Куїнджі Архип Іванович тощо.
Євген Столиця спеціалізувався на батальному жанрі. Адмірал Макаров запросив художника Євгена Столицю взяти участь у експедиції на криголамі «Єрмак» у Льодовитому океані. Стенд про творчість Євгена Столиці висвітлює сторінки життя і творчості художника тощо . Картини подаровані музею представниками родини художника.

## Експозиція творів Заслуженого майстра народної творчості Р.М.Палецького
В АІХМ (Ананьївському історико-художньому музеї) представлені роботи Ростислава Михайловича Палецького, художника, майстра декоративного розпису, засновника особистого стилю. У 2016 році, при АІХМ відкрито дитячу студію декоративного розпису «Квіти Палецького».